# Alain Durand
Alain Durand (10 luglio 1946) è un ex cestista francese.

## Palmarès
- Campionato francese: 5

ASVEL: 1965-66, 1967-68, 1968-69, 1970-71, 1971-72
- Coppa di Francia: 2

ASVEL: 1965, 1967